# 제시카 런디
제시카 런디(Jessica Lundy, 1966년 3월 20일 ~ )는 미국의 텔레비전 배우, 영화배우이다.
샌디에이고에서 태어났다.

## 영화
- 어 클라우드 소 하이 (2015년)
- 섹스 온 더 비치 (1999년)
- 데니얼 (1998년)
- 브로큰 하트 (1998년)
- 대포알탄 사나이 (1997년)
- 로켓 맨 (1997년)
- 스투피드 (1996년)
- 위험한 독신녀 (1992년)
- 다이너소어 (1991년)
- 알래스카의 빛 (1990년)
- 사인필드 (1990년)
- 위기의 사생활 (1990년)
- 증인 (1990년)
- 뱀파이어 키스 (1988년)
- 캐디쉑 2 (1988년) - 케이트 하타우니언 역